# Wahlkreis Chieti (Camera dei deputati)
Der Wahlkreis Chieti war von 1993 bis 2005 und ist seit 2017 wieder ein Wahlkreis (italienisch collegio elettorale) für die Wahl der Abgeordnetenkammer.

## Von 1993 bis 2005

### Wahlkreisgebiet
Der Wahlkreis umfasste 9 Gemeinden: Bucchianico, Chieti, Francavilla al Mare, Giuliano Teatino, Miglianico, Ripa Teatina, San Giovanni Teatino, Torrevecchia Teatina und Villamagna.

### Wahlergebnisse

#### Parlamentswahl 1994

##### Direktstimmen
| Kandidaten               | Kandidaten              | Parteien                 | Stimmen | %    |
| ------------------------ | ----------------------- | ------------------------ | ------- | ---- |
|                          | Giovanni Pacegewählt    | Alleanza Nazionale       | 22.644  | 31,9 |
|                          | Nicola Vincenzo Melideo | Progressisti             | 22.158  | 31,3 |
|                          | Enrico Rispoli          | Forza Italia – CCD – UdC | 16.554  | 23,4 |
|                          | Renzo Gaglione          | Patto per l’Italia       | 9.538   | 13,5 |
| Gesamt                   | Gesamt                  | Gesamt                   | 70.894  | 100  |
|                          |                         |                          |         |      |
| Ungültige Stimmen        | Ungültige Stimmen       | Ungültige Stimmen        | 5.585   | 7,3  |
| Wähler                   | Wähler                  | Wähler                   | 76.479  | 84,4 |
| Wahlberechtigte          | Wahlberechtigte         | Wahlberechtigte          | 90.649  |      |
|                          |                         |                          |         |      |
| Quelle: Innenministerium |                         |                          |         |      |

##### Listenstimmen
| Parteien                             | Parteien                        | Parteien                           | Stimmen | %    |
| ------------------------------------ | ------------------------------- | ---------------------------------- | ------- | ---- |
|                                      | Progressisti                    | Partito Democratico della Sinistra | 11.409  | 16,1 |
| Partito della Rifondazione Comunista | Progressisti                    | 4.506                              | 6,4     |      |
| Federazione dei Verdi                | Progressisti                    | 2.688                              | 3,8     |      |
| La Rete                              | Progressisti                    | 1.543                              | 2,2     |      |
| Partito Socialista Italiano          | Progressisti                    | 1.227                              | 1,7     |      |
| ↳ Gesamt                             | Progressisti                    | 21.373                             | 30,2    |      |
|                                      | Alleanza Nazionale              | Alleanza Nazionale                 | 17.954  | 25,4 |
|                                      | Forza Italia                    | Forza Italia                       | 14.721  | 20,8 |
|                                      | Patto per l’Italia              | Partito Popolare Italiano          | 8.950   | 12,7 |
|                                      | Lista Marco Pannella            | Lista Marco Pannella               | 6.490   | 9,2  |
|                                      | Alleanza Municipalità           | Alleanza Municipalità              | 913     | 1,3  |
|                                      | Socialdemocrazia per le Libertà | Socialdemocrazia per le Libertà    | 345     | 0,5  |
| Gesamt                               | Gesamt                          | Gesamt                             | 70.746  | 100  |
|                                      |                                 |                                    |         |      |
| Ungültige Stimmen                    | Ungültige Stimmen               | Ungültige Stimmen                  | 5.731   | 7,5  |
| Wähler                               | Wähler                          | Wähler                             | 76.477  | 84,4 |
| Wahlberechtigte                      | Wahlberechtigte                 | Wahlberechtigte                    | 90.649  |      |
|                                      |                                 |                                    |         |      |
| Quelle: Innenministerium             |                                 |                                    |         |      |

#### Parlamentswahl 1996

##### Direktstimmen
| Kandidaten               | Kandidaten           | Parteien            | Stimmen | %    |
| ------------------------ | -------------------- | ------------------- | ------- | ---- |
|                          | Giovanni Pacegewählt | Polo per le Libertà | 34.496  | 49,9 |
|                          | Antonio Pappalardo   | L’Ulivo             | 30.113  | 43,5 |
|                          | Claudio Pistone      | Fiamma Tricolore    | 4.548   | 6,6  |
| Gesamt                   | Gesamt               | Gesamt              | 69.157  | 100  |
|                          |                      |                     |         |      |
| Ungültige Stimmen        | Ungültige Stimmen    | Ungültige Stimmen   | 6.560   | 8,7  |
| Wähler                   | Wähler               | Wähler              | 75.717  | 80,8 |
| Wahlberechtigte          | Wahlberechtigte      | Wahlberechtigte     | 93.724  |      |
|                          |                      |                     |         |      |
| Quelle: Innenministerium |                      |                     |         |      |

##### Listenstimmen
| Parteien                                          | Parteien                             | Parteien                             | Stimmen | %    |
| ------------------------------------------------- | ------------------------------------ | ------------------------------------ | ------- | ---- |
|                                                   | Polo per le Libertà                  | Alleanza Nazionale                   | 15.592  | 22,4 |
| Forza Italia                                      | Polo per le Libertà                  | 15.568                               | 22,3    |      |
| CCD – CDU                                         | Polo per le Libertà                  | 4.730                                | 6,8     |      |
| ↳ Gesamt                                          | Polo per le Libertà                  | 35.890                               | 51,5    |      |
|                                                   | L’Ulivo                              | Partito Democratico della Sinistra   | 11.070  | 15,9 |
| Popolari per Prodi (PPI – SVP – PRI – UD – Prodi) | L’Ulivo                              | 5.202                                | 7,5     |      |
| Rinnovamento Italiano                             | L’Ulivo                              | 3.016                                | 4,3     |      |
| Federazione dei Verdi                             | L’Ulivo                              | 2.899                                | 4,2     |      |
| ↳ Gesamt                                          | L’Ulivo                              | 22.187                               | 31,8    |      |
|                                                   | Partito della Rifondazione Comunista | Partito della Rifondazione Comunista | 7.223   | 10,4 |
|                                                   | Lista Pannella – Sgarbi              | Lista Pannella – Sgarbi              | 2.451   | 3,5  |
|                                                   | Fiamma Tricolore                     | Fiamma Tricolore                     | 1.919   | 2,8  |
| Gesamt                                            | Gesamt                               | Gesamt                               | 69.670  | 100  |
|                                                   |                                      |                                      |         |      |
| Ungültige Stimmen                                 | Ungültige Stimmen                    | Ungültige Stimmen                    | 6.036   | 8,0  |
| Wähler                                            | Wähler                               | Wähler                               | 75.706  | 80,8 |
| Wahlberechtigte                                   | Wahlberechtigte                      | Wahlberechtigte                      | 93.724  |      |
|                                                   |                                      |                                      |         |      |
| Quelle: Innenministerium                          |                                      |                                      |         |      |

#### Parlamentswahl 2001

##### Direktstimmen
| Kandidaten               | Kandidaten                | Parteien                 | Stimmen | %    |
| ------------------------ | ------------------------- | ------------------------ | ------- | ---- |
|                          | Giovanni Dell’Elcegewählt | Casa delle Libertà       | 35.149  | 48,9 |
|                          | Francesco Ricci           | L’Ulivo                  | 27.870  | 38,7 |
|                          | Valerio Cesarini          | Lista Di Pietro          | 3.803   | 5,3  |
|                          | Carlo De Felice           | Democrazia Europea       | 3.218   | 4,5  |
|                          | Massimo Pichiecchio       | Fronte Sociale Nazionale | 1.909   | 2,7  |
| Gesamt                   | Gesamt                    | Gesamt                   | 71.949  | 100  |
|                          |                           |                          |         |      |
| Ungültige Stimmen        | Ungültige Stimmen         | Ungültige Stimmen        | 5.099   | 6,6  |
| Wähler                   | Wähler                    | Wähler                   | 77.048  | 80,1 |
| Wahlberechtigte          | Wahlberechtigte           | Wahlberechtigte          | 96.186  |      |
|                          |                           |                          |         |      |
| Quelle: Innenministerium |                           |                          |         |      |

##### Listenstimmen
| Parteien                               | Parteien                             | Parteien                             | Stimmen | %    |
| -------------------------------------- | ------------------------------------ | ------------------------------------ | ------- | ---- |
|                                        | Casa delle Libertà                   | Forza Italia                         | 27.038  | 37,9 |
| Alleanza Nazionale                     | Casa delle Libertà                   | 9.135                                | 12,8    |      |
| CCD – CDU                              | Casa delle Libertà                   | 3.266                                | 4,6     |      |
| Nuovo PSI                              | Casa delle Libertà                   | 386                                  | 0,5     |      |
| ↳ Gesamt                               | Casa delle Libertà                   | 39.825                               | 55,8    |      |
|                                        | L’Ulivo                              | Democratici di Sinistra              | 8.905   | 12,5 |
| La Margherita (Dem – PPI – RI – Udeur) | L’Ulivo                              | 7.843                                | 11,0    |      |
| Partito dei Comunisti Italiani         | L’Ulivo                              | 1.186                                | 1,7     |      |
| Il Girasole (FdV – SDI)                | L’Ulivo                              | 1.087                                | 1,5     |      |
| ↳ Gesamt                               | L’Ulivo                              | 19.021                               | 26,6    |      |
|                                        | Lista Di Pietro                      | Lista Di Pietro                      | 4.940   | 6,9  |
|                                        | Partito della Rifondazione Comunista | Partito della Rifondazione Comunista | 3.586   | 5,0  |
|                                        | Lista Emma Bonino                    | Lista Emma Bonino                    | 1.374   | 1,9  |
|                                        | Democrazia Europea                   | Democrazia Europea                   | 1.351   | 1,9  |
|                                        | Fronte Nazionale                     | Fronte Nazionale                     | 1.117   | 1,6  |
|                                        | Paese Nuovo                          | Paese Nuovo                          | 129     | 0,2  |
|                                        | Abolizione Scorporo                  | Abolizione Scorporo                  | 46      | 0,1  |
| Gesamt                                 | Gesamt                               | Gesamt                               | 71.389  | 100  |
|                                        |                                      |                                      |         |      |
| Ungültige Stimmen                      | Ungültige Stimmen                    | Ungültige Stimmen                    | 5.661   | 7,3  |
| Wähler                                 | Wähler                               | Wähler                               | 77.050  | 80,1 |
| Wahlberechtigte                        | Wahlberechtigte                      | Wahlberechtigte                      | 96.186  |      |
|                                        |                                      |                                      |         |      |
| Quelle: Innenministerium               |                                      |                                      |         |      |

## Von 2017 bis 2020

### Wahlkreisgebiet
Der Wahlkreis umfasste Gemeinden: 

### Wahlergebnisse

#### Parlamentswahl 2018
| Kandidaten               | Kandidaten                        | Stimmen | %    | Listen                         | Stimmen | %    |
| ------------------------ | --------------------------------- | ------- | ---- | ------------------------------ | ------- | ---- |
|                          | Daniele Del Grossogewählt         | 54.858  | 41,2 | Movimento 5 Stelle             | 54.858  | 41,2 |
|                          | Emilia De Matteo                  | 45.625  | 34,2 | Forza Italia                   | 20.684  | 15,5 |
| Lega                     | Emilia De Matteo                  | 45.625  | 34,2 | 17.780                         | 13,3    |      |
| Fratelli d’Italia        | Emilia De Matteo                  | 45.625  | 34,2 | 5.558                          | 4,2     |      |
| Noi con l’Italia – UDC   | Emilia De Matteo                  | 45.625  | 34,2 | 1.603                          | 1,2     |      |
|                          | Antonio Castricone                | 23.284  | 17,5 | Partito Democratico            | 18.709  | 14,0 |
| +Europa                  | Antonio Castricone                | 23.284  | 17,5 | 2.188                          | 1,6     |      |
| Civica Popolare          | Antonio Castricone                | 23.284  | 17,5 | 1.555                          | 1,2     |      |
| Italia Europa Insieme    | Antonio Castricone                | 23.284  | 17,5 | 832                            | 0,6     |      |
|                          | Sonia Del Rossi                   | 3.135   | 2,4  | Liberi e Uguali                | 3.135   | 2,4  |
|                          | Alessandro Feragalli              | 1.976   | 1,5  | Potere al Popolo!              | 1.976   | 1,5  |
|                          | Vincenzo Artese                   | 1.820   | 1,4  | CasaPound Italia               | 1.820   | 1,4  |
|                          | Carlo Di Carlo                    | 800     | 0,6  | Il Popolo della Famiglia       | 800     | 0,6  |
|                          | Dario Nicolangelo Leone           | 744     | 0,6  | Partito Comunista              | 744     | 0,6  |
|                          | Marco Di Somma                    | 654     | 0,5  | Italia agli Italiani (FT – FN) | 654     | 0,5  |
|                          | Antonio Luigi Concezio Marsibilio | 222     | 0,2  | 10 Volte Meglio                | 222     | 0,2  |
|                          | Luciano Morena                    | 193     | 0,1  | Partito Valore Umano           | 193     | 0,1  |
| Gesamt                   | Gesamt                            | 133.311 | 100  |                                | 133.311 | 100  |
|                          |                                   |         |      |                                |         |      |
| Ungültige Stimmen        | Ungültige Stimmen                 | 4.695   | 3,4  |                                |         |      |
| Wähler                   | Wähler                            | 138.006 | 75,1 |                                |         |      |
| Wahlberechtigte          | Wahlberechtigte                   | 183.782 |      |                                |         |      |
|                          |                                   |         |      |                                |         |      |
| Quelle: Innenministerium |                                   |         |      |                                |         |      |

## Seit 2020

### Wahlkreisgebiet
| Wahlkreise – Camera dei deputati – Abruzzen | Wahlkreise – Camera dei deputati – Abruzzen | Wahlkreise – Camera dei deputati – Abruzzen    |
| Provinz                                     | Provinz                                     | Gemeinden nach Provinzen ⮞ Wahlkreis           |
| ------------------------------------------- | ------------------------------------------- | ---------------------------------------------- |
|                                             | Provinz Chieti (104 Gemeinden)              | alle ⮞ Wahlkreis Chieti                        |
|                                             | Provinz L’Aquila (108 Gemeinden)            | alle ⮞ Wahlkreis L’Aquila                      |
|                                             | Provinz Pescara (46 Gemeinden)              | alle ⮞ Wahlkreis Pescara                       |
|                                             | Provinz Teramo (47 Gemeinden)               | 25 ⮞ Wahlkreis L’Aquila 22 ⮞ Wahlkreis Pescara |

Der Wahlkreis umfasst alle 104 Gemeinden der Provinz Chieti.

### Wahlergebnisse

#### Parlamentswahl 2022
| Kandidaten                          | Kandidaten            | Stimmen | %    | Listen                                                  | Stimmen | %    |
| ----------------------------------- | --------------------- | ------- | ---- | ------------------------------------------------------- | ------- | ---- |
|                                     | Alberto Bagnaigewählt | 83.176  | 45,9 | Fratelli d’Italia                                       | 47.827  | 26,4 |
| Forza Italia                        | Alberto Bagnaigewählt | 83.176  | 45,9 | 19.848                                                  | 11,0    |      |
| Lega per Salvini Premier            | Alberto Bagnaigewählt | 83.176  | 45,9 | 14.363                                                  | 7,9     |      |
| Noi Moderati                        | Alberto Bagnaigewählt | 83.176  | 45,9 | 1.138                                                   | 0,6     |      |
|                                     | Elisabetta Merlino    | 40.093  | 22,1 | Partito Democratico – Italia Democratica e Progressista | 30.441  | 16,8 |
| Alleanza Verdi e Sinistra           | Elisabetta Merlino    | 40.093  | 22,1 | 4.867                                                   | 2,7     |      |
| +Europa                             | Elisabetta Merlino    | 40.093  | 22,1 | 3.477                                                   | 1,9     |      |
| Impegno Civico – Centro Democratico | Elisabetta Merlino    | 40.093  | 22,1 | 1.308                                                   | 0,7     |      |
|                                     | Carmela Grippa        | 36.896  | 20,4 | Movimento 5 Stelle                                      | 36.896  | 20,4 |
|                                     | Gaetano Luigi Fuiano  | 11.020  | 6,1  | Azione – Italia Viva                                    | 11.020  | 6,1  |
|                                     | Gianni Correggiari    | 3.578   | 2,0  | Italexit per l’Italia                                   | 3.578   | 2,0  |
|                                     | Amanda De Menna       | 2.740   | 1,5  | Unione Popolare                                         | 2.740   | 1,5  |
|                                     | Nobile Dell’Orefice   | 2.083   | 1,1  | Italia Sovrana e Popolare                               | 2.083   | 1,1  |
|                                     | Donato Trovarelli     | 799     | 0,4  | Vita                                                    | 799     | 0,4  |
|                                     | Elena Toniato         | 581     | 0,3  | Alternativa per l’Italia (PdF – Exit)                   | 581     | 0,3  |
|                                     | Edda Giuberti         | 233     | 0,1  | Sud chiama Nord                                         | 233     | 0,1  |
| Gesamt                              | Gesamt                | 181.199 | 100  |                                                         | 181.199 | 100  |
|                                     |                       |         |      |                                                         |         |      |
| Ungültige Stimmen                   | Ungültige Stimmen     | 9.804   | 5,1  |                                                         |         |      |
| Wähler                              | Wähler                | 191.003 | 62,5 |                                                         |         |      |
| Wahlberechtigte                     | Wahlberechtigte       | 305.422 |      |                                                         |         |      |
|                                     |                       |         |      |                                                         |         |      |
| Quelle: Innenministerium            |                       |         |      |                                                         |         |      |